# شهریار محمدی
شهریار محمدی زاده پنجم اردیبهشت ۱۳۷۳ در بوکان از کشته‌شدگان خیزش ۱۴۰۱ ایران، در جریان اعتراضات پس از خاک‌سپاری محمد حسن‌زاده در بوکان «تحت تعقیب نیروهای اطلاعات سپاه» قرار گرفت. شامگاه ۲۶ آبان چند تن از زخمی شدگان که هدف «تیر مستقیم» نیروهای حکومتی قرار گرفته بودند نزد «دکترهای زیرزمینی» برد و از آن میان «اسعد عنایتی» جان باخت و شامگاه جمعه ۲۷ آبان نیروهای امنیتی در محلی «سمت خروجی شهر» بوکان تعقیب کردند و پس از آن که «ماشینش منحرف شد و از کنترلش خارج شد»، سرنشینان «سه ماشین حامل دوشکای جنگی» شهریار محمدی را «به رگبار بستند» و «تا نیم ساعت» زنده بود اما پس از انتقال به بیمارستان جان باخت.

## دلیل اشتهار
عکسی از شهریار در کنار پیکر دوست قدیمی‌اش محمد حسن‌زاده نشسته بود تا ماموران جنازه او را ندزدند در شبکه‌های اجتماعی بسیار بازتاب داشت.  هنگامی که دو روز بعد کشته شد، معترضان در شبکه‌های اجتماعی هشتگ زدند: #رفاقت_تا_پای_جان

## سالگرد شهریار
حکومت دلیل وحشتی که از برگزاری مراسم سالگرد شهریار داشت خانواده و نزدیکان او را تحت فشار قرار داد و خواهر او اسرین را چند روز مانده به شالگرد شهریار دستگیر کرد. 
اسرین محمدی خواهر شهریار در تاریخ بیست و چهارم آبان ماه سال ۱۴۰۱ توسط نیروهای امنیتی در بوکان بازداشت شد. یک روز بعد از سالگرد به قتل رسیدن شهریار در ۲۸ آبان ۱۴۰۲ با تودیعه قرار وثیقه آزاد شد. 
میلاد محمدی، برادر شهریار درباره بازداشت خواهرش اسرین در سالگرد کشته شدن برادرشان نوشت: «خواهر من مریض است هر اتفاقی برای خواهرم به وجود بیاد مستقیم از دولت جمهوری اسلامی می‌دونم. شما هیچ مدرکی از خواهر من ندارید.»